# Фридрих Август (князь Нассау-Узингена)
Фридрих Август Нассау-Узингенский (нем. Friedrich August von Nassau-Usingen; 23 апреля 1738, Узинген — 24 марта 1816, Бибрих) — с 1803 года князь, с 1806 года — первый герцог Нассау. Последний отпрыск мужского пола линии Нассау-Узинген.

## Биография
Фридрих Август — младший сын князя Карла Нассау-Узингенского (1712—1775) и Кристианы Вильгельмины Саксен-Эйзенахской (1711—1740). С 1744 года княжеская семья проживала в Биберихе под Висбаденом. Фридрих Вильгельм поступил на военную службу в имперскую армию, участвовал в Семилетней войне на стороне Австрии против Пруссии и в 1790 году дослужился до звания фельдмаршала.
После смерти старшего брата Карла Вильгельма (1735—1803), не оставившего наследников, Фридрих Август пришёл к власти в Нассау-Узингене. После краха Старого порядка новому князю Нассау-Узингенскому удалось предотвратить аннексию своего графства Наполеоном, присоединившись в 1806 году к Рейнскому союзу. Фридрих Август правил на значительно увеличившихся территориях графства вместе с двоюродным братом Фридрихом Вильгельмом Нассау-Вейльбургским, поскольку к этому времени уже было ясно, что у Фридриха Августа не будет наследников по мужской линии и герцогский титул унаследует Фридрих Вильгельм. На фоне уже предсказуемого поражения Наполеона герцог Фридрих Август своевременно перешёл на другую сторону и сохранил суверенитет своих владений в составе Германского союза. Нассауские войска под командованием Веллингтона 18 июня 1815 года выступили в битве при Ватерлоо против французов. В память об этом событии в 50-ю годовщину битвы на площади Луизы в Висбадене был воздвигнут памятник погибшим воинам.
Герцог Фридрих Август слыл просвещённым и либеральным правителем и проводил государственные реформы. Отмена налоговых привилегий для дворянства, объявление свободы печати и принятие конституции заложили основы современного государства. Герцогский двор в Биберихском дворце славился своим гостеприимством и весельем.
После смерти герцога Фридриха Августа графство Нассау-Узинген унаследовал его племянник Вильгельм Нассау-Вейльбургский. Незадолго до этого отец Вильгельма Фридрих Вильгельм лишился жизни в результате несчастного случая в Вейльбургском дворце.

## Потомки
9 июня 1775 года Фридрих Август Нассау-Узингенский женился на Луизе Вальдекской (1751—1816), дочери князя Карла Августа Вальдек-Пирмонтского. В браке родилось семеро детей: пять дочерей и два сына, из которых выжили только дочери.
- Кристиана Луиза (1776—1829), замужем за маркграфом Фридрихом Баденским, сыном великого герцога Карла Фридриха Баденского, брак бездетный
- Каролина Фридерика (1777—1821), замужем за герцогом Августом Кристианом Ангальт-Кётенским, брак бездетный, развод
- Августа (1778—1846), замужем за ландграфом Людвигом Гессен-Гомбургским, брак бездетный, после развода вышла замуж за графа Фридриха Вильгельма фон Бисмарка, оба брака бездетные
- Фридрих Вильгельм (1780—1780) - умер во младенчестве
- Луиза Мария (1782—1812) - замужем не была, детей не имела
- Фридерика Виктория (1784—1822) - замужем не была, детей не имела
- Фридрих Карл (1787—1787) - умер во младенчестве